# 吉井和哉
吉井 和哉（よしい かずや、1966年〈昭和41年〉10月8日 - ）は、日本の音楽家、シンガーソングライター。THE YELLOW MONKEYのボーカル、ギタリスト。東京都北区出生、静岡県育ち。妻は眞鍋かをり。前妻との息子は吉井添。

## 略歴
1986年にアーグ・ポリスにてベーシストとして活動後、1988年にロックバンドTHE YELLOW MONKEYを結成し、自身はボーカル・ギター・作詞・作曲・プロデュースを担当。1992年にメジャー・デビュー。
2001年10月9日、「Dream Power ジョン・レノン スーパー・ライヴ2001」に出演。バンド休止からソロデビューまでの間での唯一のステージ。同年吉井はソロワーク立ち上げにあたりミュージシャン、及びレコーディングスタッフをプロアマ問わず募集したが、その後の経過は不明。
2003年10月1日、「YOSHII LOVINSON」として、シングル『TALI』で東芝EMI（現在はユニバーサルミュージックに吸収合併）からソロデビュー。翌2004年2月11日に、ソロ・1stアルバム『at the BLACK HOLE』リリース。7月7日、THE YELLOW MONKEYが正式に解散。12月26日、東京ドームで行われたイベント「メカラウロコ・15」でサプライズで登場し「JAM」を演奏。これがTHE YELLOW MONKEYのボーカリストとして解散前最後のステージとなった。
2005年6月4日、初のソロツアー「AT the WHITE ROOM」スタート。10月7日、「Dream Power ジョン・レノン スーパー・ライヴ2005」に出演。YOSHII LOVINSON名義では最後となるステージ。
2006年1月25日、シングル『BEAUTIFUL』、ライブツアー「MY FOOLISH HEART」より名義をYOSHII LOVINSONから吉井和哉に改めた。2006年10月8日、仙台、大阪でシークレットライブを行う。同年11月8日からスタートした「TOUR 2006 THANK YOU YOSHII KAZUYA」のうち静岡公演が体調不良のため延期（翌年2007年2月12日に開催）となった。2006年末、視野を広げることを目的に2007年1月8日を以て、所属事務所BOWINMAN MUSIC社卒業（離脱）を宣言。同社FCは解散の運びとなる（トラブルでないことを、事務所双方が主張。FC公式会員へ）。2007年8月25日、「8.25 オールナイトニッポン武道館」に出演。TRICERATOPSと「僕らの一歩」「JAM」をセッション。「Dream Power ジョン・レノン スーパー・ライヴ2007」出演。
2007年12月22日、「吉井和哉自伝 失われた愛を求めて」発売。幼少期から現在に至るまでの半生をプライベートを含め赤裸々に綴った初の自伝。同年12月27日の「吉井武道館2007」にスピッツの草野マサムネがゲスト出演。クリスタルキングの「大都会」を披露。
2009年8月14日「J-WAVE LIVE 2000+9」のアンコールにてレミオロメンと「JAM」をセッション。
2010年、初開催されたイベント「JAPAN JAM 2010」2日目のトリを飾り、THE YELLOW MONKEYのトリビュート・アルバムに参加した菅原卓郎（9mm Parabellum Bullet）、生形真一（ELLEGARDEN、Nothing's Carved In Stone）、日向秀和（ストレイテナー、Nothing's Carved In Stone）、松田晋二（THE BACK HORN）、渡辺大知、澤竜次（黒猫チェルシー）、奥田民生、フジファブリックらとセッションを行った。ラジオ番組SPEAK OUTにて毛皮のマリーズの志磨遼平と対談。
2011年、東日本大震災の影響でアルバム『The Apples』の発売が3月30日から4月13日に延期。4月から開催予定だったツアーのうち7公演が中止となった。震災直後の3月18日に「ミュージックステーション」に出演、「FLOWER」の歌詞を一部変更して演奏した。11月16日、ダチョウ倶楽部とユニットmasa-yumeを結成、バッジ型音楽プレイヤー、PLAYBUTTON形式でシングル「マサユメ」をタワーレコードにて完全数量限定発売。オンラインショップでは予約で完売となった。同年のツアー最終日、12月28日の日本武道館ではダチョウ倶楽部がゲスト出演し、「マサユメ」を演奏。これがmasa-yumeの最初で最後のステージとなった。
2012年1月31日、渋谷公会堂での奥田民生のツアー最終日のアンコールに斉藤和義ともにサプライズで登場。「息子」をセッション。本来は斉藤のツアーに奥田が飛び入りで出演したことへの恩返しなので、吉井は無関係だったが、プライベートで観にきていたところを駆り出された。
2012年4月、雑誌『bridge』でONE OK ROCKのTakaと対談。
2014年11月18日、THE YELLOW MONKEY時代にデビューから1996年まで在籍した古巣のレコード会社、日本コロムビア・TRIADレーベルへの移籍を発表。
2016年1月8日、THE YELLOW MONKEY再集結に参加。
2019年4月2日から放映開始のサッポロビールのビール風新ジャンルアルコール飲料「サッポロ 本格辛口〈REAL DRY〉」のCMに起用される。テレビCM初出演。
2022年1月に喉の不調でツアーを中止して以降、約1年9ヶ月の間、バンド、ソロともに新規の公演は行われず、ソロでリリース予定だったオリジナルアルバムの発売もなかったが、2023年10月11日、自身の公式サイトにて自身の健康状態について声帯ポリープの手術を3回受けた後に大学病院での精密検査で喉頭癌であることが判明したこと、癌は根治したとしながらも療養明けに新曲のレコーディングを行った後でも喉の状態が芳しくなく、万全の状態に程遠いことなどを公表し、2023年12月28日に行われる予定だったTHE YELLOW MONKEYの日本武道館公演を中止することを発表した。
2024年4月27日に開催されたTHE YELLOW MONKEYの約3年半ぶりとなる東京ドーム公演「THE YELLOW MONKEY SUPER BIG EGG 2024“SHINE ON”」において2年3か月ぶりにステージ復帰。

## 人物

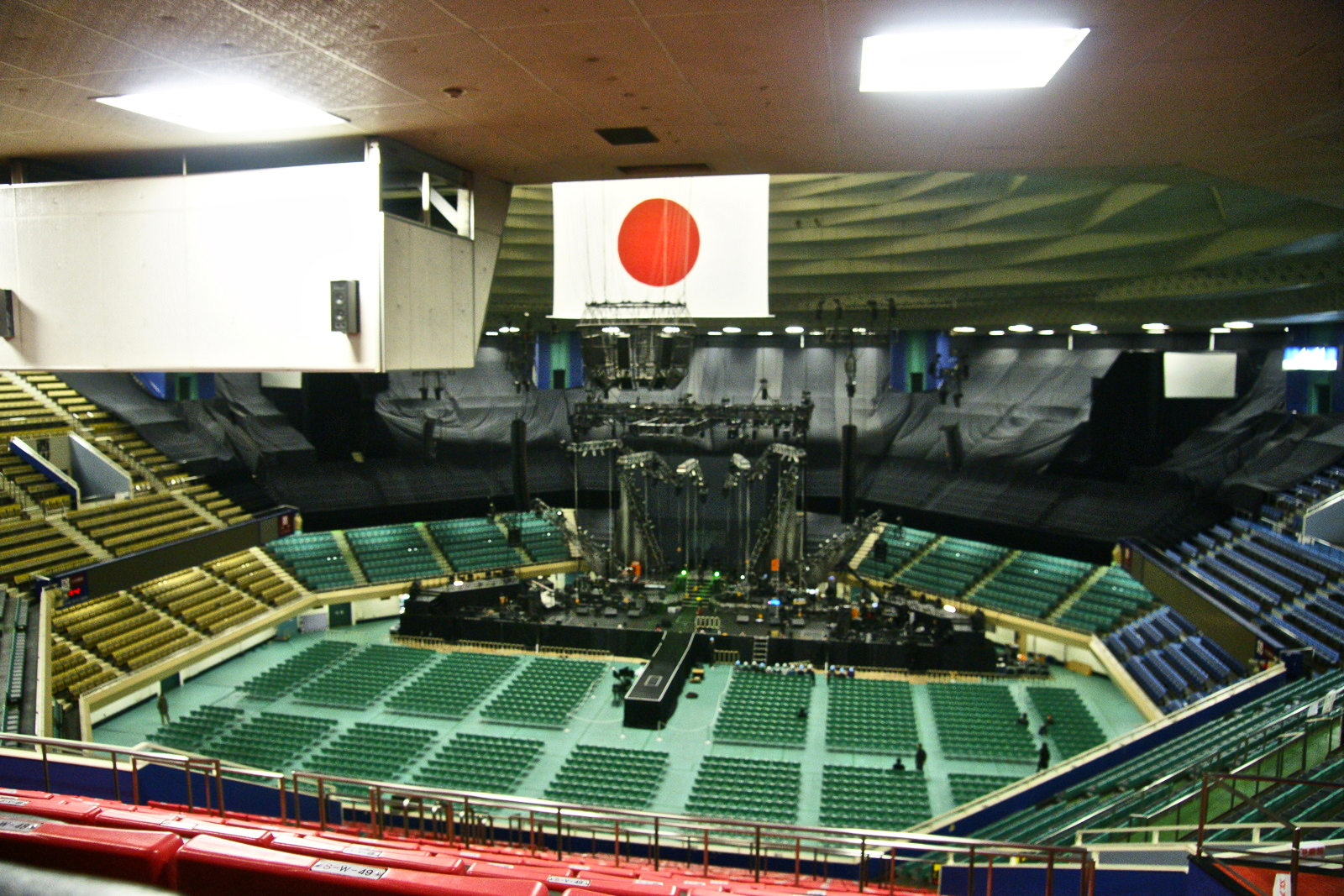
日本武道館内の日の丸。吉井は「悲しきASIAN BOY」をこの会場で歌う際に、この日の丸に対して敬礼をすることを恒例にしている。

- デヴィッド・ボウイに影響を受けており、「僕はデヴィッド・ボウイになりたかった。もっと言えばデヴィッド・ボウイになるために、僕はTHE YELLOW MONKEYを結成したと言っても過言ではない」と語っている[7]。
- THE YELLOW MONKEYの楽曲『Love Communication』『JAM』では自らミュージック・ビデオ監督を担当している。映像作家の丹修一は「90年代、いろいろ仕事をしてきましたけど吉井さんにはすごく影響を受けました。映像に関してすごく思い入れのある方でした」と評価している[8]。
- オーディオマニアで、自宅には数百万円のオーディオシステムが組まれている。バンド活動休止後に名盤と言われるレコードを改めて聴き直した時、今までは気付かなかった自分の作品とのクオリティの差を痛感し、一時期は音楽を辞めようとまで思っていたという[9]。
- 趣味は釣り。主に、バスフィッシングを小学5年生の頃からしている[10]。「ダウンタウンのガキの使いやあらへんで!!」の芸能人釣り選手権にも2回出演しており、奥田民生と2人でCSの釣番組[11]に出演したこともある。モバイルサイトのブログでは、琵琶湖で釣りをしている報告が多々されている。
- 映画「崖の上のポニョ」に登場するフジモトに似ているとファンの間で話題になり、2008年の年末武道館公演では実際にフジモトのコスプレでステージ登板し、菊地英昭と共にポニョテーマソングの替え歌を歌いファンを沸かせた[12]。
- 奥田民生、スピッツの草野マサムネ、ポルノグラフィティの岡野昭仁、Mr.Childrenの桜井和寿、斉藤和義、ウルフルズのトータス松本、TRICERATOPS、レミオロメン、9mm Parabellum Bullet、毛皮のマリーズの志磨遼平、ONE OK ROCKのTaka、RADWIMPSの野田洋次郎などと親交がある。
- 父は元・旅芸人[13][14]。自身が5歳の時に26歳で早逝[10]しているものの、現在の風貌や嗜好などが父の影響を受けている旨を公言している。
- 様々な人が三島由紀夫について書いた本を読むことが好きで、自分の持っている美意識やナルシシズムは右的かもしれないと語っている[15]。実際日本武道館でTHE YELLOW MONKEYの楽曲「悲しきASIAN BOY」を演奏する際には天井に吊るされている日の丸に敬礼をするパフォーマンスを行っている[6]。
- 中学を卒業してすぐに静岡の繁華街にあった「地中海」という喫茶店でアルバイトしていた。その2階にある「カフェ・ド・ロペ」という喫茶店の店員仲間たちとサザンオールスターズのコピーバンドを組み、一度だけレコード屋の小ホールでライブを行った経験がある。その時はギターを担当していた[16]。プロのミュージシャンになってからはボーカルの桑田佳祐とも雑誌で対談をする間柄になった[17]。また、2014年にはサザンの楽曲「天国オン・ザ・ビーチ」のミュージック・ビデオに吉井がゲスト出演し[18]、サザンが大トリとして出演した2024年9月23日の『ROCK IN JAPAN FESTIVAL 2024』でもTHE YELLOW MONKEYが別時間帯に出演し、サザンのステージのアンコールで演奏された「勝手にシンドバッド」での大団円にも参加している[19][20]。吉井は思い出のサザンの曲として「C調言葉に御用心」を挙げている[16]。
- デビューと同時期にTHE YELLOW MONKEYの衣裳デザイナーの女性と廣瀬洋一および大森常正の立ち会いのもと結婚。その後、三女一男をもうける[10]が、離婚[14]。THE YELLOW MONKEY代表楽曲の一つである「JAM」は、娘への想いを作詞したものであることなど、結婚生活の中からヒントを得て曲の作詞を行っていたことが本人の口から語られている[10]。
- 2015年9月、タレントの眞鍋かをりと再婚[21][22][23][24][25]。10月には二人の間に子が生まれている[26]。
- 中学時代は太っていたので、母と伯母は吉井を相撲部屋に入門させようかと相談していた[27]。

## ディスコグラフィー
※2003年 - 2005年にリリースされた作品は全て「YOSHII LOVINSON」名義

### シングル
|      | 発売日         | タイトル           | 形態   | 規格品番    | オリコン最高位 | 初収録アルバム                 |
| ---- | -------------- | ------------------ | ------ | ----------- | -------------- | ------------------------------ |
| 1st  | 2003年10月1日  | TALI               | CCCD   | TOCT-4622   | 2位            | at the BLACK HOLE              |
| 2nd  | 2004年1月9日   | SWEET CANDY RAIN   | CD     | TOCT-4677   | 2位            | at the BLACK HOLE              |
| 3rd  | 2004年7月28日  | トブヨウニ         | CD     | TOCT-4747   | 8位            | WHITE ROOM                     |
| 4th  | 2005年1月13日  | CALL ME            | CD     | TOCT-4810   | 2位            | WHITE ROOM                     |
| 5th  | 2006年1月25日  | BEAUTIFUL          | CD     | TOCT-4956   | 9位            | 39108                          |
| 6th  | 2007年5月23日  | WINNER             | CD     | TOCT-40104  | 5位            | Hummingbird in Forest of Space |
| 7th  | 2007年7月25日  | Shine and Eternity | CD     | TOCT-40123  | 6位            | Hummingbird in Forest of Space |
| 8th  | 2007年8月22日  | シュレッダー       | CD     | TOCT-40134  | 9位            | Hummingbird in Forest of Space |
| 9th  | 2007年12月19日 | バッカ             | CD+DVD | TOCT-40178  | 4位            | Hummingbird in Forest of Space |
| 9th  | 2007年12月19日 | バッカ             | CD     | TOCT-40179  | 4位            | Hummingbird in Forest of Space |
| 10th | 2009年1月28日  | ビルマニア         | CD     | TOCT-40243  | 4位            | VOLT                           |
| 11th | 2011年2月16日  | LOVE & PEACE       | CD     | TOCT-45041  | 5位            | The Apples                     |
| 12th | 2012年8月29日  | 点描のしくみ       | CD     | TOCT-45054  | 15位           | 18                             |
| 13th | 2015年1月28日  | クリア             | CD     | COCA-16967  | 6位            | STARLIGHT                      |
| 14th | 2015年10月7日  | 超絶☆ダイナミック! | CD+DVD | COZA-1114/5 | 13位           | 20                             |
| 14th | 2015年10月7日  | 超絶☆ダイナミック! | CD     | COCA-17058  | 13位           | 20                             |

#### デジタル・シングル
|      | 発売日         | タイトル                       | 収録アルバム         | 概要                                                                       |
| ---- | -------------- | ------------------------------ | -------------------- | -------------------------------------------------------------------------- |
| 単曲 | 2006年8月2日   | WEEKENDER                      | 39108                | アルバム『39108』からの先行配信。アルバム発売後に統合。                    |
| 単曲 | 2006年9月20日  | BELIEVE                        | 39108                | アルバム『39108』からの先行配信。アルバム発売後に統合。                    |
| 単曲 | 2011年2月23日  | 別人                           | OK!!! C'MON CHABO!!! | 仲井戸麗市のトリビュートアルバム『OK!!! C'MON CHABO!!!』収録曲の単体配信。 |
| 単曲 | 2012年2月15日  | 煩悩コントロール               | 18                   | PlayStation 3用ゲームソフト『バイナリー ドメイン』テーマソング。           |
| 単曲 | 2012年11月18日 | HEARTS                         | 18                   | アルバム『18』からの先行配信。アルバム発売後に統合。                       |
| 単曲 | 2015年7月5日   | 超絶☆ダイナミック!（TVサイズ） |                      | フジテレビ系アニメ『ドラゴンボール超』オープニングテーマ。                 |
| 単曲 | 2021年8月6日   | みらいのうた                   | 20                   | ジャケットビジュアル:興梠優護                                              |
| 単曲 | 2021年12月1日  | ◯か×                           | 20                   | 日本テレビ系列「スッキリ」12月テーマソング。                               |

### オリジナル・アルバム
|     | 発売日         | タイトル                       | 形態    | 規格品番     | オリコン最高位 |
| --- | -------------- | ------------------------------ | ------- | ------------ | -------------- |
| 1st | 2004年2月11日  | at the BLACK HOLE              | CD+DVD  | TOCT-25305/6 | 4位            |
| 1st | 2004年2月11日  | at the BLACK HOLE              | CD      | TOCT-25305   | 4位            |
| 1st | 2004年2月11日  | at the BLACK HOLE              | LP      | TOJT-25305   | 4位            |
| 2nd | 2005年3月9日   | WHITE ROOM                     | CD      | TOCT-25623   | 4位            |
| 2nd | 2005年3月9日   | WHITE ROOM                     | LP      | TOJT-25630   | 4位            |
| 3rd | 2006年10月4日  | 39108                          | CD+2DVD | TOCT-26053   | 2位            |
| 3rd | 2006年10月4日  | 39108                          | CD      | TOCT-26054   | 2位            |
| 3rd | 2006年10月4日  | 39108                          | CD+DVD  | TOCT-26055   | 2位            |
| 3rd | 2006年10月4日  | 39108                          | LP      | TOJT-26054   | 2位            |
| 4th | 2007年9月5日   | Hummingbird in Forest of Space | CD+DVD  | TOCT-26341   | 8位            |
| 4th | 2007年9月5日   | Hummingbird in Forest of Space | CD      | TOCT-26342   | 8位            |
| 4th | 2007年12月19日 | Hummingbird in Forest of Space | 2LP     | TOJT-26342/3 | 8位            |
| 5th | 2009年3月18日  | VOLT                           | CD+DVD  | TOCT-26800   | 7位            |
| 5th | 2009年3月18日  | VOLT                           | CD      | TOCT-26801   | 7位            |
| 5th | 2009年3月18日  | VOLT                           | LP      | TOJT-26800   | 7位            |
| 6th | 2011年4月13日  | The Apples                     | CD+DVD  | TOCT-27039   | 1位            |
| 6th | 2011年4月13日  | The Apples                     | CD      | TOCT-27040   | 1位            |
| 6th | 2011年4月13日  | The Apples                     | LP      | TOJT-27039   | 1位            |
| 7th | 2015年3月18日  | STARLIGHT                      | CD+DVD  | COZP-1033/4  | 2位            |
| 7th | 2015年3月18日  | STARLIGHT                      | CD      | COCP-39058   | 2位            |
| 7th | 2015年3月18日  | STARLIGHT                      | LP      | COJA-9291    | 2位            |

#### ミニ・アルバム
|     | 発売日         | タイトル         | 形態 | 規格品番   | オリコン最高位 |
| --- | -------------- | ---------------- | ---- | ---------- | -------------- |
| 1st | 2011年11月16日 | After The Apples | 2CD  | TOCT-28026 | 3位            |
| 1st | 2011年11月16日 | After The Apples | CD   | TOCT-28028 | 3位            |

#### ベスト・アルバム
|     | 発売日        | タイトル | 形態           | 規格品番     | オリコン最高位 |
| --- | ------------- | -------- | -------------- | ------------ | -------------- |
| 1st | 2013年1月23日 | 18       | 3CD+DVD        | TOCT-29112/4 | 4位            |
| 1st | 2013年1月23日 | 18       | 2CD            | TOCT-29115/6 | 4位            |
| 1st | 2013年1月23日 | 18       | 3LP            | TOJT-29112/4 | 4位            |
| 2nd | 2023年9月13日 | 20       | CD+Blu-ray     | AZZS-142     | 4位            |
| 2nd | 2023年9月13日 | 20       | CD             | AZCS-1120    | 4位            |
| 2nd | 2023年9月13日 | 20       | CD（FC限定盤） | AZNT-78      | 4位            |
| 2nd | 2023年9月13日 | 20       | 2LP            | AZNT-80      | 4位            |

#### コンピレーション・アルバム
|     | 発売日         | タイトル        | 形態 | 規格品番  | オリコン最高位 |
| --- | -------------- | --------------- | ---- | --------- | -------------- |
| 1st | 2015年5月27日  | SUPERNOVACATION | CD   | UPCY-7001 | 17位           |
| 1st | 2015年10月28日 | SUPERNOVACATION | 2LP  | UPJY-9019 | 17位           |

#### カバー・アルバム
|     | 発売日         | タイトル                                                                                | 形態    | 規格品番     | オリコン最高位 |
| --- | -------------- | --------------------------------------------------------------------------------------- | ------- | ------------ | -------------- |
| 1st | 2014年11月19日 | ヨシー・ファンクJr. 〜此レガ原点!!〜                                                    | CD      | COCP-38893   | 4位            |
| 1st | 2014年11月19日 | ヨシー・ファンクJr. 〜此レガ原点!!〜                                                    | LP      | COJA-9285    | 4位            |
| 1st | 2015年8月19日  | ヨシー・ファンクJr. 〜此レガ原点!!〜#ヨシー・ファンクJr.〜此レガ原点!!〜 Deluxe Edition | 3CD+DVD | COZP-1077/80 | 15位           |
| 2nd | 2015年12月9日  | ヨジー・カズボーン〜裏切リノ街〜                                                        | CD      | COCP-39346   | 12位           |
| 2nd | 2015年12月9日  | ヨジー・カズボーン〜裏切リノ街〜                                                        | LP      | COZA-1128/9  | 12位           |

#### ライブ・アルバム
| 発売日         | タイトル                           | 形態 | 規格品番   | オリコン最高位 |
| -------------- | ---------------------------------- | ---- | ---------- | -------------- |
| 2008年4月30日  | Dragon head Miracle                | 2CD  | TOCT-26560 | 12位           |
| 2013年12月18日 | AT THE SWEET BASIL                 | CD   | TYCT-60024 | 9位            |
| 2018年6月13日  | SOUNDTRACK 〜Beginning & The End〜 | CD   | COCP-40393 | 7位            |

#### 配信限定アルバム
|                  | 発売日         | タイトル                              | 概要                                                |
| ---------------- | -------------- | ------------------------------------- | --------------------------------------------------- |
| ライブ・アルバム | 2007年4月11日  | THANK YOU YOSHII KAZUYA               | DVD初回生産限定盤付属のボーナスCDとは曲目が異なる。 |
| ライブ・アルバム | 2008年2月6日   | KAZUYA YOSHII GENIUS INDIAN TOUR 2007 |                                                     |
| ライブEP         | 2008年5月7日   | YOSHII BUDOKAN 2007 - EP              |                                                     |
| ライブ・アルバム | 2009年10月28日 | Tour2009 宇宙一周旅行                 |                                                     |

### 映像作品
| 発売日         | タイトル                                                    | 形態         | 規格品番     |
| -------------- | ----------------------------------------------------------- | ------------ | ------------ |
| 2005年11月23日 | STILL ALIVE 〜YOSHII LOVINSON TOUR 2005 At The WHITE ROOM〜 | 2DVD+特典DVD | TOBF-5433/4  |
| 2005年11月23日 | STILL ALIVE 〜YOSHII LOVINSON TOUR 2005 At The WHITE ROOM〜 | 2DVD         | TOBF-5435/6  |
| 2007年4月4日   | THANK YOU YOSHII KAZUYA Live At Budokan                     | 2DVD+特典CD  | TOBF-5523/4  |
| 2007年4月4日   | THANK YOU YOSHII KAZUYA Live At Budokan                     | 2DVD         | TOBF-5525/6  |
| 2008年5月21日  | KAZUYA YOSHII LIVE DVD BOX 『LIVE LIVE LIVE』               | 4DVD         | TOBF-5583/6  |
| 2008年5月21日  | Dragon head Miracle                                         | DVD          | TOBF-5582    |
| 2012年8月29日  | Dragon head Miracle                                         | Blu-ray      | TOXF-4004    |
| 2009年11月11日 | the motion picture TOUR2009 宇宙一周旅行                    | 2DVD         | TOBF-5648/9  |
| 2011年10月26日 | LIVE APPLES 〜Flowers & Powerlight Tour 2011〜              | 2DVD         | TOBF-5713/4  |
| 2012年4月4日   | BLUE APPLES 〜born-again〜                                  | 2DVD+CD      | TOBF-5734/5  |
| 2012年8月29日  | TOUR 2005 AT the WHITE ROOM                                 | Blu-ray      | TOXF-4001    |
| 2012年8月29日  | TOUR 2006 THANK YOU YOSHII KAZUYA                           | Blu-ray      | TOXF-4002    |
| 2012年8月29日  | GENIUS INDIAN TOUR 2007                                     | Blu-ray      | TOXF-4003    |
| 2012年8月29日  | TOUR 2009 宇宙一周旅行                                      | Blu-ray      | TOXF-4005    |
| 2012年8月29日  | Flowers & Powerlight Tour 2011                              | Blu-ray      | TOXF-4006    |
| 2013年8月30日  | YOSHII BEANS                                                | DVD          | GKDV-0001    |
| 2013年10月1日  | 10-TEN-                                                     | 4DVD+2CD     | TYBT-19001/6 |
| 2013年10月1日  | 10-TEN-                                                     | 3Blu-ray+2CD | TYXT-19001/5 |
| 2013年10月1日  | .HEARTS TOUR                                                | DVD          | TYBT-10001   |
| 2013年10月1日  | .HEARTS TOUR                                                | Blu-ray      | TYXT-10001   |
| 2013年10月1日  | TOUR2013 GOOD BY YOSHII KAZUYA                              | 2DVD         | TYBT-10002/3 |
| 2013年10月1日  | TOUR2013 GOOD BY YOSHII KAZUYA                              | Blu-ray      | TYXT-10002   |
| 2014年8月28日  | 20th Special YOSHII KAZUYA SUPER LIVE                       | DVD          | GKDV-0002    |
| 2014年10月1日  | YOSHII LOVINSON SUPER LIVE                                  | 2DVD+2CD     | TYBT-10025   |
| 2014年10月1日  | YOSHII LOVINSON SUPER LIVE                                  | Blu-ray+2CD  | TYXT-10013   |
| 2015年9月30日  | YOSHII KAZUYA STARLIGHT TOUR 2015                           | DVD+CD       | COZP-1095/6  |
| 2015年9月30日  | YOSHII KAZUYA STARLIGHT TOUR 2015                           | Blu-ray+CD   | COZX-1097/8  |
| 2015年12月9日  | Route FUKUSHIMA 〜STARLIGHT TOUR〜                          | DVD          | GKDV-0003    |
| 2018年6月6日   | 1228                                                        | 10Blu-ray    | COXA-1231/40 |
| 2018年10月31日 | ICHIGOICHIE                                                 | DVD          | GKDB-0004    |

### 未発表曲
| 曲名                         | 説明 |
| ---------------------------- | --- |
| 甲羅                         | YOSHII LOVINSON時代に制作された曲。 「BLOWN UP CHILDREN」の歌詞がことなるバージョンである。詳しくはこちらを参照 |
| Dear My Another Grandfather  | YOSHII LOVINSON時代に制作された楽曲。「SUPERNOVACATION」のiTunes期間限定プリオーダーをすることによって2003年当時のデモ音源が聞ける。また「20」の会員限定盤のDISC3にて初めてCDに収録された。                                                            |
| 鉄工所                       | YOSHII LOVINSON時代の曲。「20」の会員限定盤にてデモ音源が初お披露目となった。また「吉井和哉詩集 2003-2023」にて歌詞が収録された。 |
| TOKYO                        | 「VOLT」と「ビルマニア」の2枚を買い応募した人の内1000+α人にプレゼントしたCDの中にデモバージョンで収録された曲。本人曰くボツ曲で内容もとても暗い。ファンから聞きたいと言われても本人は「ボツ曲ですから！w」と言いライブでも一度も披露されたことがない。 |
| シェル                       | 「吉井和哉 詩と言葉 展 20 Stories of Kazuya Yoshii」にて詩が公開された。 |
| M                            | 前曲同様「吉井和哉 詩と言葉 展 20 Stories of Kazuya Yoshii」にて詩が公開された。 |
| バイリンガルモーターサイクル | こちらも前曲同様「吉井和哉 詩と言葉 展 20 Stories of Kazuya Yoshii」にて詩が公開された。 |

### その他の参加作品
- セサミストリートキャラクターソングアルバム『あつまれ!セサミストリート』収録曲「きんにくロック〜モジャボのテーマ〜」作曲・編曲
- HEESEY WITH DUDES -「ならず者アイムソーリー」作詞
- ニルヴァーナ - トリビュート・アルバム『ALL APOLOGIES』で「Polly」をカバー
- PUFFY - シングル『くちびるモーション』作詞・作曲
- UNICORN - トリビュート・アルバム『ユニコーン・トリビュート』で「与える男」をカバー
- 朝本浩文のソロプロジェクト DR. ECHO-LOGIC のアルバム『CYCLE OF BIRTH』収録曲「LOVERS ON MAIN STREET」の作詞・ボーカルを担当。この曲が吉井和哉ソロとなって初めて作った曲となった。
- EMIミュージック・ジャパンの設立50周年イベントにて結成されたスペシャルユニット「寺子屋」に参加。オリジナル楽曲「EMI」の作詞をRADWIMPSの野田洋次郎と共作。
- 仲井戸麗市 - トリビュート・アルバム『OK!!! C'MON CHABO!!!』で「別人」をカバー
- ダチョウ倶楽部とのコラボレーションユニット「masa-yume」に参加。オリジナル楽曲「マサユメ」、「仲なおりの歌」を作詞・作曲・プロデュース。
- 奥田民生 - シングル『拳を天につき上げろ』収録曲「EBm」にコーラスで参加。
- 忌野清志郎 - トリビュート・アルバム『KING OF SONGWRITER 〜SONGS OF KIYOSHIRO COVERS〜』で「RAZOR SHARP・キレル奴」をカバー
- NHK教育テレビ『みいつけた!』 コーナーソング「ふたりはさかさま」の作曲・コーラスを担当。「STARLIGHT TOUR 2015」では一公演のみ披露された。
- 宇多田ヒカル - トリビュート・アルバム『宇多田ヒカルのうた -13組の音楽家による13の解釈について-』で「Be My Last」をカバー
- KinKi Kids - シングル『薔薇と太陽』表題曲、アルバム『N album』収録曲「ホタル」作詞・作曲
- 植田真梨恵 - アルバム『ハートブレイカー』収録曲「鍵穴」ポエトリーリーディング参加
- BiSH - ラストシングル『Bye-Bye Show』表題曲を作詞・作曲・プロデュース[30]
- 布袋寅泰 - アルバム『Soul to Soul』収録曲「Dangerous feat. 吉井和哉」作詞・歌唱

## ミュージック・ビデオ
| 監督                   | 曲名 |
| 井上哲央               | 「LOVE & PEACE」 |
| ウスイヒロシ           | 「BELIEVE」 |
| 大喜多正毅             | 「WINNER」 |
| 大久保拓朗             | 「(Everybody is)Like a Starlight」 |
| 大橋仁                 | 「20 GO」 |
| 岡田俊二(Shinji Okada) | 「スティルアライヴ」「欲望」「WEEKENDER」 |
| カーツ鈴木             | 「夢は夜ひらく」 |
| 川村ケンスケ           | 「クリア」 |
| 須永秀明               | 「シュレッダー」 |
| 竹内スグル             | 「CALL ME」「トブヨウニ」 |
| 立花英久               | 「SWEET CANDY RAIN」 |
| 立本洋之               | 「ACIDWOMAN (YOSHII BUDOKAN 2010)」「CALL ME from DVD「Dragon head Miracle tour 2008」」「LOVE & PEACE from DVD「LIVE APPLES 〜 Flowers & Powerlight Tour 2011 〜」」「WEEKENDER from DVD「Dragon head Miracle tour 2008」」「おじぎ草 (YOSHII BUDOKAN 2010)」「シュレッダー from DVD「Dragon head Miracle tour 2008」」「シュレッダー from DVD「the motion picture TOUR2009 宇宙一周旅行」」「ビルマニア from DVD「the motion picture TOUR2009 宇宙一周旅行」」「点描のしくみ（KEY OF LIVE VERSION）」「恋の花 from DVD「the motion picture TOUR2009 宇宙一周旅行」」「マサユメ」 |
| 高橋英介               | 「点描のしくみ」「煩悩コントロール」「母いすゞ」 |
| 高橋栄樹               | 「BEAUTIFUL」「バッカ」 |
| 長添雅嗣＋高橋英介     | 「VS」 |
| 広野進                 | 「Shine and Eternity」 |
| 福士昌明               | 「TALI」 |
| 山口崇司               | 「血潮」 |
| 山本透                 | 「HEARTS from「LOST-誰が彼を殺したか-」」 |
| 吉井和哉               | 「ビルマニア」 |
| Kazuki Wada            | 「黄金バッド LIVE -DEVICEGIRLS MIX-」 |
| 不明                   | 「JUST A LITTLE DAY」 |
| フカツマサカズ         | 「超絶☆ダイナミック!」 |

## ライブ・コンサートツアー

### 出演イベント
- 2001年10月09日 - Dream Power ジョン・レノン スーパー・ライヴ 2001
- 2005年12月07日 - HEESEY WITH DUDES THE FAREWELL TOUR
- 2006年07月22日 - SETSTOCK'06
- 2006年08月06日 - ROCK IN JAPAN FESTIVAL 2006
- 2006年08月19日 - RISING SUN ROCK FESTIVAL 2006 in EZO
- 2006年08月27日 - MONSTER baSH 2006
- 2006年12月30日 - COUNTDOWN JAPAN 06/07 -WEST-
- 2006年12月31日 - COUNTDOWN JAPAN 06/07
- 2007年08月21日 - SPITZ 結成20周年祭り
- 2007年08月25日 - 8.25オールナイトニッポン武道館
- 2008年08月04日・08日 - ロックロックこんにちは! Ver.12「十二2宴」(Jyuni Hutae)
- 2009年08月01日 - ROCK IN JAPAN FESTIVAL 2009
- 2009年08月15日 - J-WAVE LIVE 2000+9
- 2010年05月02日 - ARABAKI ROCK FEST.10
- 2010年05月16日 - JAPAN JAM 2010
- 2010年07月17日 - フジファブリック presents フジフジ富士Q
- 2011年03月05日 - Yohito Teraoka Presents『OK! C'MON CHABO!!!』〜CHABO'S 60th Aniv.〜
- 2011年08月20日 - J-WAVE LIVE 2000+11
- 2011年08月28日 - ARABAKI ROCK FEST.11
- 2011年09月10日 - SPITZ 2011 SUMMER ロックロックこんにちは!Ver.15
- 2011年12月08日 - Dream Power ジョン・レノン スーパー・ライヴ 2011
- 2011年12月31日 - COUNTDOWN JAPAN 11/12
- 2012年02月19日 - EMI ROCKS 2012
- 2012年03月18日 - GO!FES 2012
- 2012年04月12日 - 連載・おとといミーティング TRICERATOPS "12-Bar" vol.8 大阪
- 2012年05月02日 - 忌野清志郎 ロックン・ロール・ショー 日本武道館 Love&Peace
- 2012年07月22日 - JOIN ALIVE 2012
- 2012年08月18日・19日 - SUMMER SONIC 2012
- 2012年08月24日・25日 - ロックロックこんにちは!Ver.16 〜ヒーロー広場〜
- 2012年08月29日 - MARK'E Rolling 60
- 2012年11月23日 - 仮面チャウダーVol.1 〜YAJIO CRAZY〜
- 2012年12月08日 - Dream Power ジョン・レノン スーパー・ライヴ 2012
- 2012年12月31日 - COUNTDOWN JAPAN 12/13
- 2013年02月02日 - EMI ROCKS SENDAI
- 2013年09月22日 - LIVE福島 CARAVAN日本 風とロック芋煮会2013（「吉井和哉 with THE BACK HORN」として出演）
- 2013年10月06日 - 仮面チャウダー 〜YAJIO CRAZY〜 チャウ大付属脂身高等学校2
- 2013年12月31日 - COUNTDOWN JAPAN 13/14
- 2014年12月20日 - 仮面チャウダー 〜YAJIO CRAZY〜 チャウ大ユニバーシティインターナショナルコラーゲンハイスクール
- 2015年04月26日 - ARABAKI ROCK FEST.15
- 2015年05月19日 - TRIAD ROCKS -Columbia vs Triad-
- 2015年08月02日 - オハラ☆ブレイク '15夏
- 2015年10月04日 - フジソニック2015
- 2016年03月25日・27日・04月03日 - ROOTS 66 -Naughty 50-
- 2016年10月29日 - 浜崎貴司 集まれ! オールクマモト GACHI スペシャル in 熊本城
- 2017年02月02日 - CELEBRATING DAVID BOWIE JAPAN
- 2019年12月25日 - FM802 ROCK FESTIVAL RADIO CRAZY 2019（THE YELLOW MONKEYとしても出演）
- 2021年06月01日 - THINK of MICHINOKU
- 2021年06月05日 - FM802 MEET THE WORLD BEAT 2021
- 2021年10月03日 - オハラ☆ブレイク'21秋 mini
- 2024年09月28日 - オハラ☆ブレイク'24 愛でぬりつぶせ

## 出演

### ラジオ
過去のレギュラー番組
- MIDNIGHT ROCK CITY金曜PART2（1992年10月 - 1993年9月、NACK5）、月曜PART1（1993年10月 - 1995年3月）
- 吉井和哉のオールナイトニッポン（1995年10月10日 - 1996年9月24日、ニッポン放送） - 火曜1部（25:00 - 27:00）

### テレビ
- 僕らの音楽（2006年10月6日、フジテレビ）
- 森田一義アワー 笑っていいとも!（2011年2月23日・2013年1月17日、フジテレビ） - テレフォンショッキング出演
- JAPAN COUNTDOWN（2011年4月17日、テレビ東京）
- A-Studio（2013年1月18日、TBS）
- The Covers（2014年11月10日、NHK BSプレミアム）
- 山田孝之の東京都北区赤羽 第6話（2015年2月14日、テレビ東京） - 本人 役
- The Covers（2015年3月30日、NHK BSプレミアム）

### CM
- サッポロビール サッポロ 本格辛口『本格辛口 ノド唸レ 解禁篇』『本格辛口 ノド唸レ篇』（2019年4月2日 - ） - CM曲はTHE YELLOW MONKEY『天道虫』[31][32]

### 映画
- Trancemission（1999年8月2日公開） - 警部 役
- YOSHII CINEMAS（2013年1月11日公開、監督：山本透、内田けんじ） - ドキュメンタリー映画。
- パンドラ ザ・イエロー・モンキー PUNCH DRUNKARD TOUR THE MOVIE（2013年9月28日公開、監督：高橋栄樹） - ドキュメンタリー映画。

### MV
- サザンオールスターズ「天国オン・ザ・ビーチ」（2014年9月10日発売）

## 書籍

### 著書
- 吉井和哉の○秘おセンチ日記（1996年）ロッキング・オン ISBN 4947599464
  - ROCKIN'ON JAPANでの連載をまとめたもの。
- 蜜色の手紙―吉井和哉格言集（1998年）角川書店 ISBN 4048835572
  - CDでーたでの連載をまとめたもの。
- So YOUNG―吉井和哉詩集（1999年）ロッキング・オン ISBN 4947599669
  - 初の詩集。未発表詩やインタビューも収録。
- カミブログ（2007年）角川書店 ISBN 4043862016
  - 「蜜色の手紙」収録のコラムに未収録分と吉井の最新コメントを追加した全65編の文庫版。
- 吉井和哉自伝 失われた愛を求めて（2007年12月22日）ロッキング・オン ISBN 4860520718
  - 初の自伝。
- 吉十（2014年2月26日）KADOKAWA ISBN 9784047319110
  - ソロデビュー10周年記念アーティストブック。
- 吉井和哉 詩集 2003-2023（2024年1月30日）
  - ソロ20周年を記念し、2003年 - 2023年に発表した楽曲の歌詞ほか、ノートに綴った手書きの歌詞原案、本人のコメント、未発表作を含んだ全118詩を収録。